# Harzweg 36 (Quedlinburg)

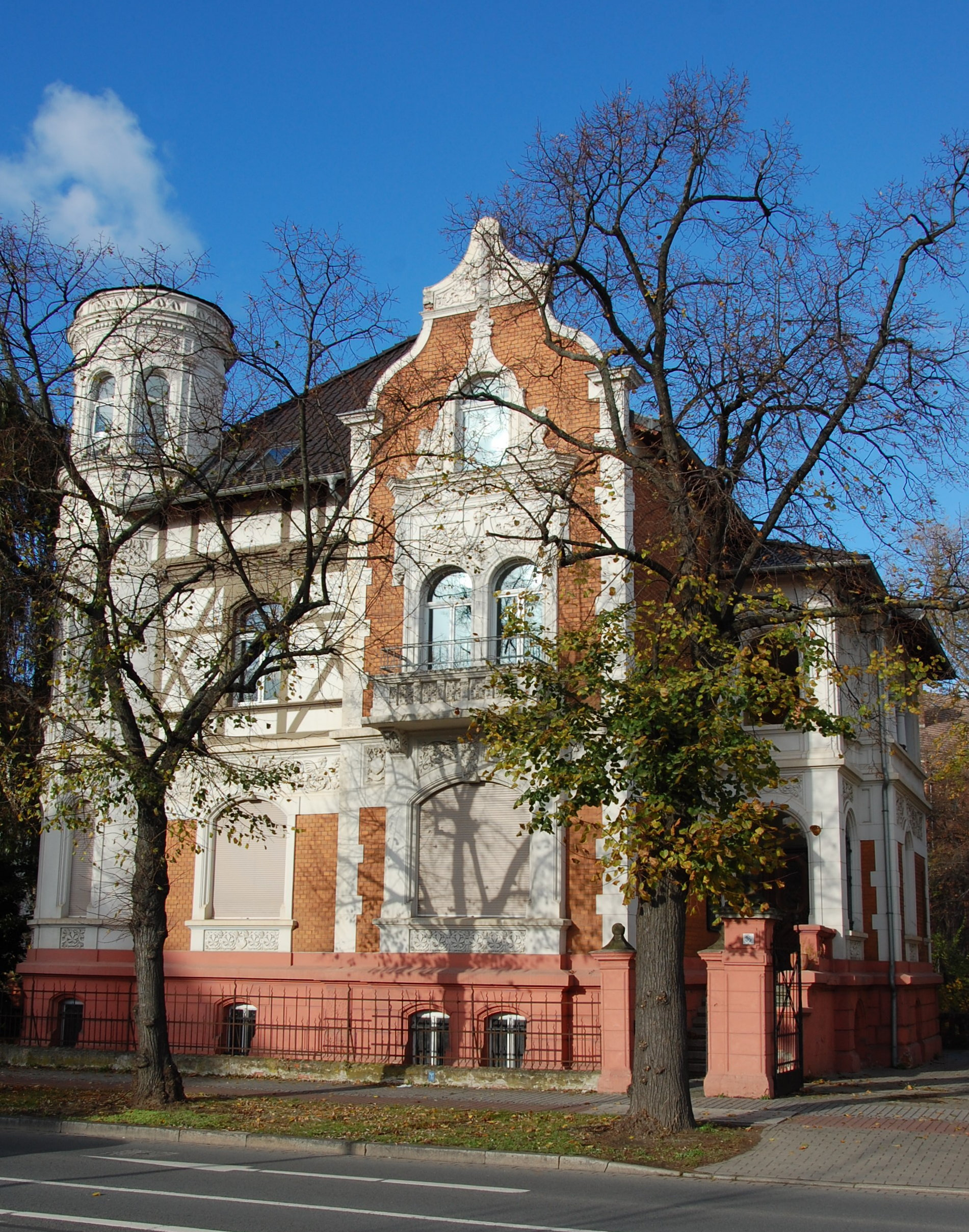
Harzweg 36

Das Haus Harzweg 36 ist ein denkmalgeschütztes Gebäude in Quedlinburg in Sachsen-Anhalt.

## Lage
Das im Quedlinburger Denkmalverzeichnis als Villa eingetragene Gebäude befindet sich südlich der Quedlinburger Altstadt, auf der nördlichen Seite des Harzwegs.

## Architektur und Geschichte
Die repräsentative Villa wurde 1899 nach einem Entwurf von Max Schneck errichtet. Der Grundriss des Hauses ist unregelmäßig. In der Gestaltung finden sich diverse typische Formen der Schlossarchitektur der Renaissance. So befindet sich an der Südwestecke des Hauses ein Turm mit rundem Grundriss. Darüber hinaus besteht  ein Schweifgiebel und eine Eingangsloggia. Die Fassade des Gebäudes ist durch verklinkerte Flächen und Putzelemente gegliedert.
Die Grundstückseinfriedung besteht aus Quadersandstein und Backstein sowie Eisengittern. Westlich des Hauses besteht ein kleiner Garten.